# CMS Made Simple
A CMS Made Simple egy nyílt forráskódú, PHP programnyelvben megírt tartalomkezelő rendszer, amely az ismert adatbázisokat (MySQL, PostgreSQL) használja.

## A kezdetek
Az első lépést 2005 novemberében tette meg Ted Kulp a CMS Made Simple (a továbbiakban CMSMS) fő fejlesztője a 0.10.4 verzió közrebocsátásával. A jelenlegi (2008. április 16.) legfrissebb verzió az 1.2.4, de még 2008-ban várható a 2.0 is, ami egy teljesen átdolgozott változat lesz.
- Update 2009. január 22. – Az eltelt év során a CMSMS fejlesztése eljutott az 1.5.2 "Caguas" verzióig. A 2.0 még várat magára.

A CMSMS fejlesztőinek alapvető célkitűzése az volt, hogy egy kis méretű, de könnyen kezelhető és a felhasználók (elsősorban magánszemélyek és kisvállalkozások) igényeinek megfelelően bővíthető tartalomkezelő rendszert hozzanak létre.
- Update 2010. december 28. – Eltelt majdnem két év és a CMS Made Simple is egyre jobb. Jelenlegi verzió: 1.9.2 "Tevaiora" (a 2.0 jelenleg a távlati tervekben szerepel). A Packt Publishing[3] évenkénti megmérettetésén 2010-ben az Open Source CMS kategóriában első helyezést ért el. Egy dolog nem változott: továbbra is kisméretű, könnyen kezelhető CMS, amely az előképzettséggel nem rendelkező felhasználók számára is megkönnyíti a saját honlap elkészítését, szerkesztését.

## Követelmények
Operációs rendszer:
- Linux/Unix
- Windows 2000/XP/Me/2003
- Mac OS X

Webszerver:
- Apache 1.3
- Apache 2
- IIS 5+ (nem ajánlott, mert a támogatás megszűnhet)
- LightTPD 1.4+

PHP
- 5.3.2 (1.11-es verziótól)
- PHP session
- PHP Tokenizer és PHP GD támogatás

Adatbázis:
- MySQL 4.1+
- MySQL 5

Böngésző:
- Firefox
- Chrome
- IE7+ (IE6 nem támogatott)
- Safari
- Opera

## Jellemzők
- SEO barát URL-ek
- Integrált és online help
- Modularitás és bővíthetőség
- Könnyű felhasználó és csoport menedzselés
- Csoport alapú jogosultság kezelés
- Template-ek teljeskörű alkalmazhatósága korlátlan hozzáféréssel a tartalom változtatása nélkül
- Egyszerű "varázsló" alapú telepíthetőség és frissíthetőség
- Minimális szerver követelmények
- Többnyelvű Admin panel
- Tartalom hierarchia korlátlan mérettel és egymásba ágyazhatósággal
- Integrált file manager feltöltési lehetőséggel
- Integrált audit log
- Segítőkész support a fórumon és a chat-en
- Kis méret
- XHTML és CSS
- Automatikusan generált menü
- Minden oldalhoz saját sablon rendelhető
- A design elkülönített a tartalomkezelőktől
- Beépített kereső
- WYSIWYG szerkesztő
- Szavazás
- Fotóalbum
- Blog
- GNU Általános Nyilvános Licenc (GPL)
- Átgondolt modul API a korlátlan fejlesztéshez
- Teljes API dokumentáció (Angol)
- Eseménykezelő rendszer
- Adatbázis kezelő rendszer